# Acacia nigrescens
Senegalia nigrescens là một loài thực vật có hoa trong họ Đậu. Loài này được Oliv. miêu tả khoa học đầu tiên.

## Hình ảnh

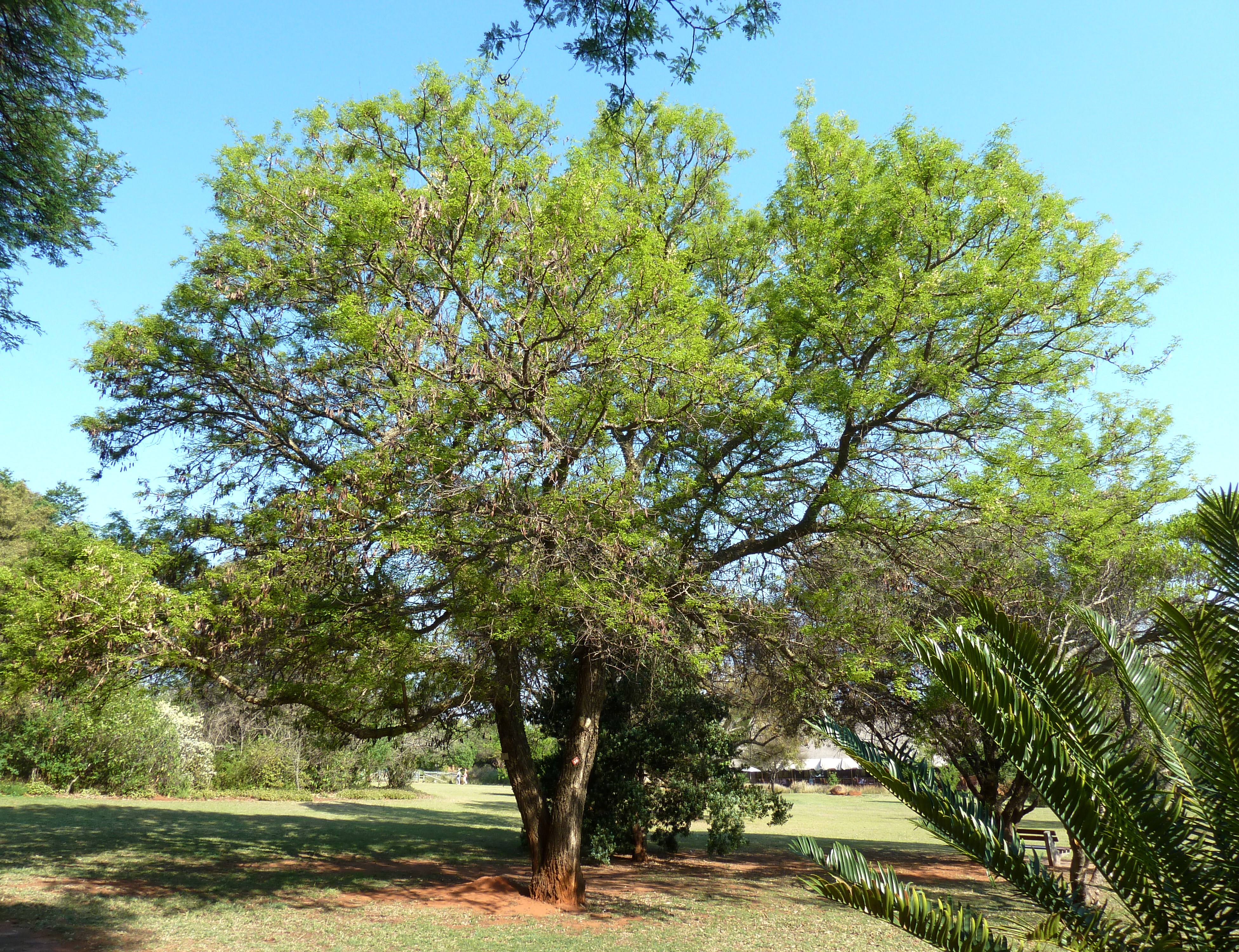
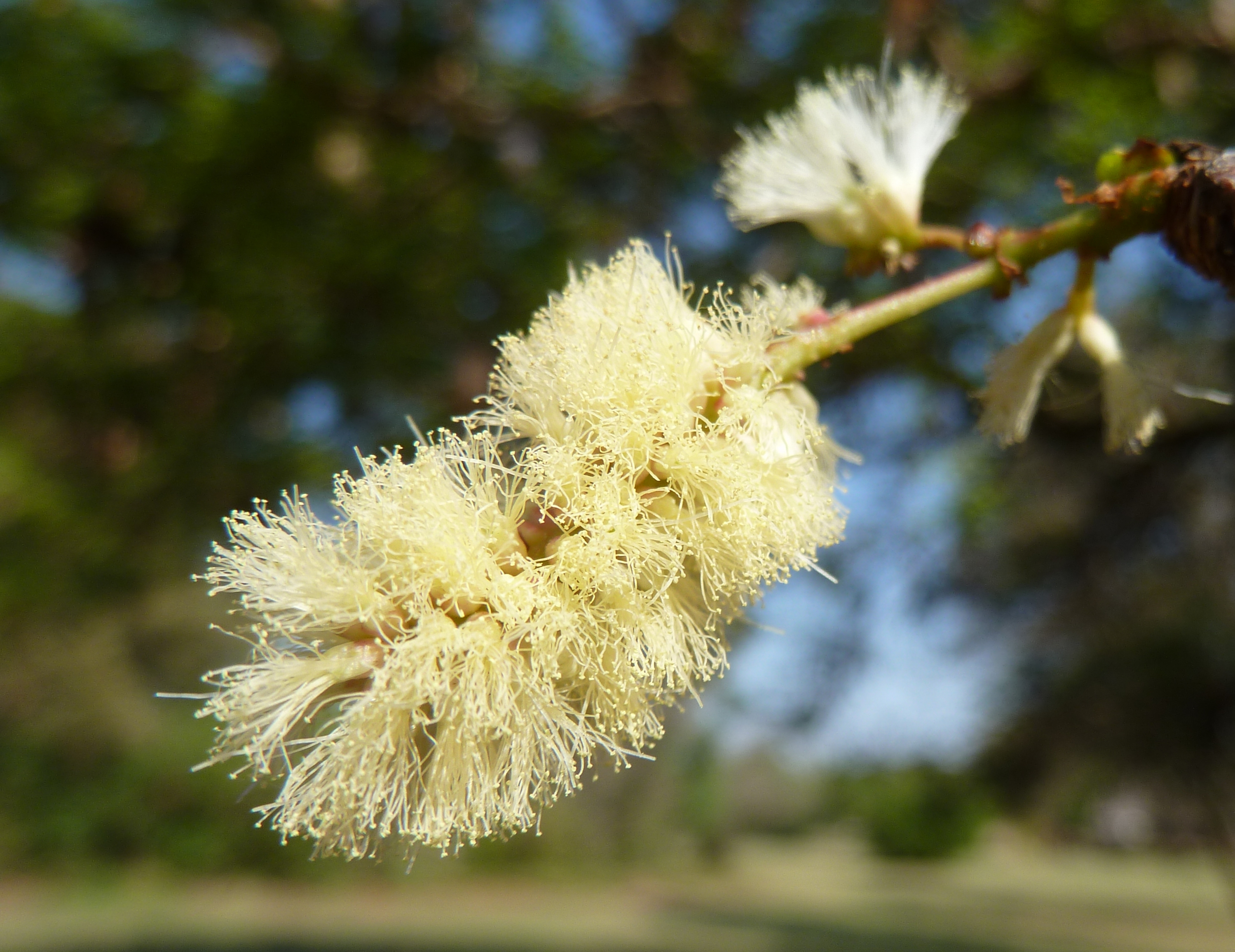
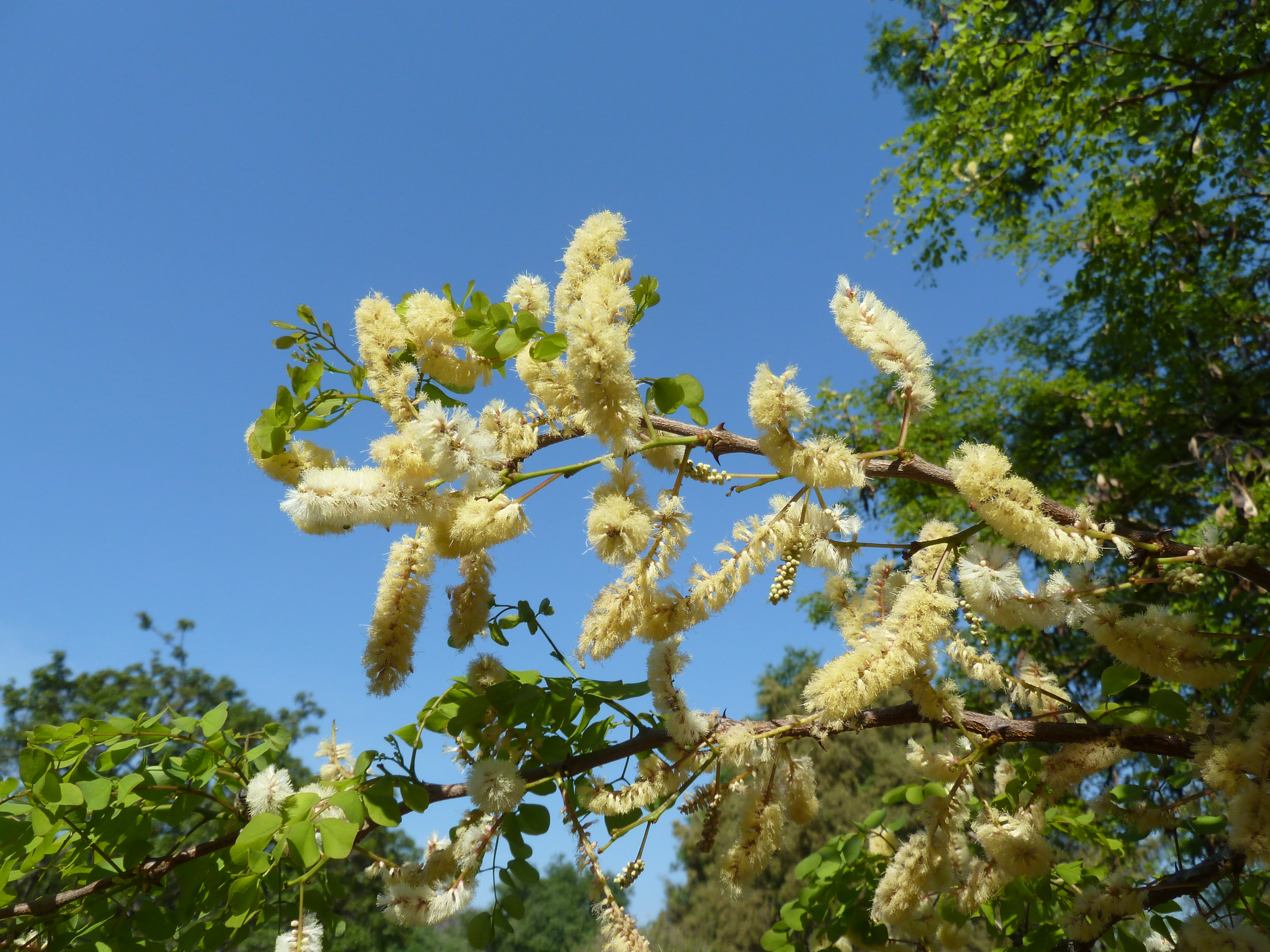
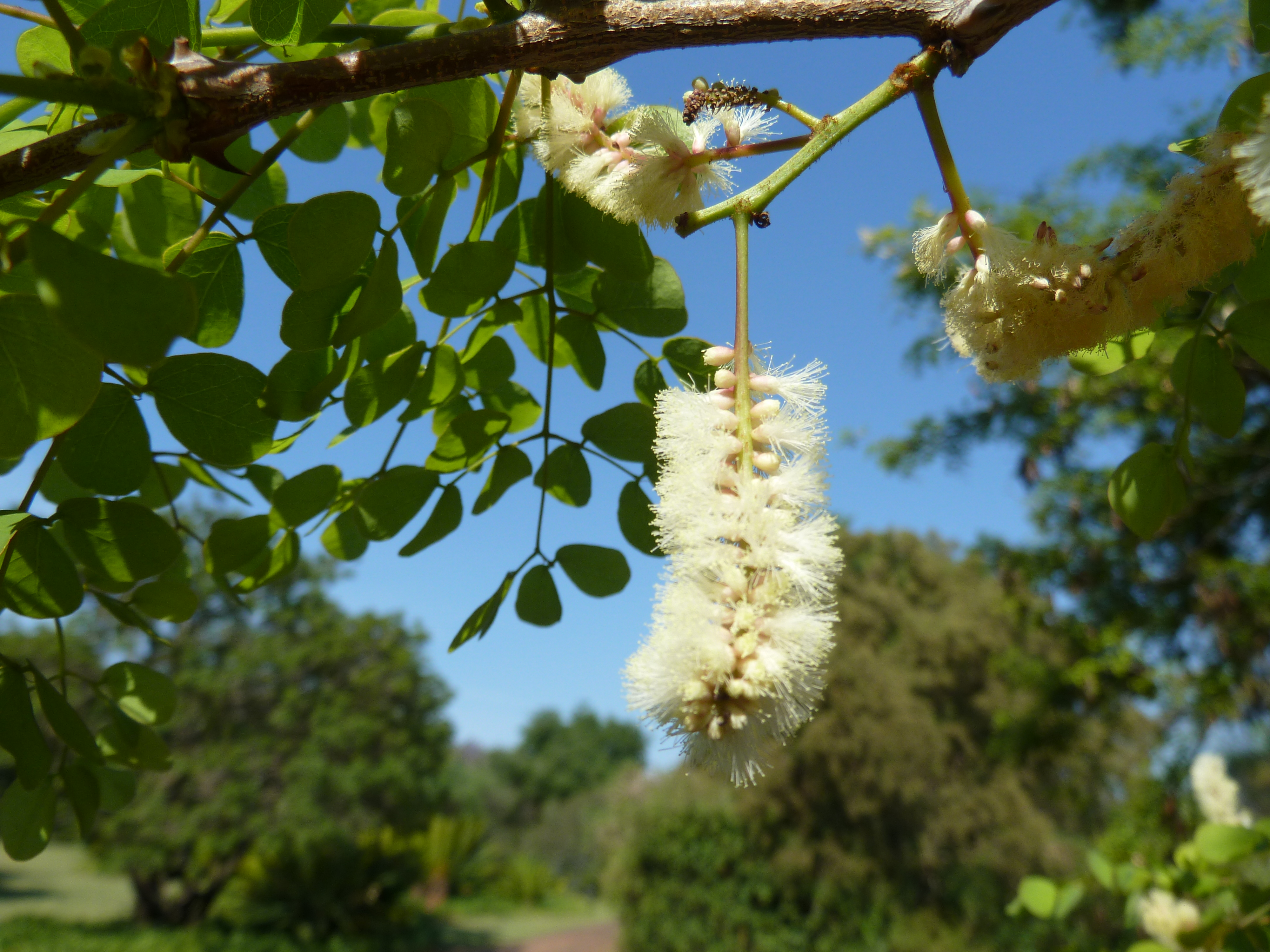